# FK Solunac Karađorđevo
Fudbalski klub Solunac (srpski: Фудбалски клуб Солунац) bivši je nogometni klub iz Karađorđeva, mjesta od 700 stanovnika u blizini Bačke Topole, Sjevernobački okrug, Vojvodina, Republika Srbija.

## O klubu
Godine 1950. Mile i Jovan Jerković osnovali su nogometni klub u svom selu Karađorđevo pod nazivom FK Solunac.

Braća Jerković su svojom posvećenošću klubu doveli FK Solunac u Drugu ligu – Istok SR Jugoslavije u sezoni 1997./98.

U klubu su se pojavila mnoga poznata imena u svijetu nogometa. Najpoznatiji među njima je Vidak Bratić koji je igrao u mnogim domaćim i stranim klubovima na poziciji stopera. Osim njega, tu su i Šekularac, Ješić, Krampotić i mnogi drugi koji su kasnije nastupali za razne strane klubove.

Klub silazi s nogometne karte 2002. godine kada se spaja s Palićem.
Godine 2021. u Karađorđevu braća Nemanja i Đorđe Jerković osnivaju novi klub: FK Solunac N&Đ Jerković.

## Prvenstva
| Sezona    | Razred | Liga                     | Broj momčadi | Mjesto | Izvor |
| --------- | ------ | ------------------------ | ------------ | ------ | ----- |
| 1994./95. | IV.    | Vojvođanska liga         | 16           | 4.     |       |
| 1995./96. | III.   | Srpska liga Vojvodina    | 18           | 1.     |       |
| 1996./97. | II.    | 2. savezna liga − Istok  | 18           | 12.    |       |
| 1997./98. | II.    | 2. savezna liga − Istok  | 18           | 16.    |       |
| 1998./99. | III.   | Srpska liga Vojvodina    | 18           | 11.    |       |
| 1999./00. | III.   | Srpska liga Vojvodina    | 21           | 8.     |       |
| 2000./01. | III.   | Srpska liga Vojvodina    | 18           | 2.     |       |
| 2001./02. | II.    | 2. savezna liga − Sjever | 18           | 15.    |       |

## Vanjske poveznice
- FK Solunac Karađorđevo na Groundhopping Serbia
- FK Solunac na Moja Bačka Topola